# ロング・ショット 僕と彼女のありえない恋
『ロング・ショット 僕と彼女のありえない恋』（ロングショット ぼくとかのじょのありえないこい、Long Shot）は、2019年のアメリカ合衆国のロマンティック・コメディ映画。監督はジョナサン・レヴィン、主演はシャーリーズ・セロンとセス・ローゲンが務めた。
原題の「Long Shot」には「勝つ見込みの低い候補者」や「大穴」などの意味がある。

## ストーリー
2019年、チャンバース大統領はシャーロット・フィールド国務長官に再選を目指さない意向を伝えた。シャーロットはそれを好機と見なし、チャンバースの支持を取り付けて大統領選に打って出ることにした。
ニューヨークでは、ジャーナリストのフレッド・フラスキーは自分の職場がメディア王のパーカー・ウェンブリーに買収されたことを知って憤慨していた。ウェンブリーは悪辣なやり方を駆使することで知られており、良心的なフレッドはそれを許容できなかったのである。フレッドは勢いで辞職してしまったが、再就職先の当てはなかった。取り敢えず、フレッドは親友のランスに職の斡旋を頼むことにした。フレッドはランスに連れられてチャリティー・パーティーに参加することとなったが、その場で思いがけない人物と遭遇することになった。その人物とはシャーロットのことである。フレッドとシャーロットは幼馴染みで、年上のシャーロットはフレッドのベビーシッターでもあった。ティーンの頃、フレッドはシャーロットに恋心を抱いていたが、それを伝えることが遂にできなかったのであった。フレッドはシャーロットとの再会を喜んだが、シャーロットには会うべき人が沢山おり、フレッドと話していられる時間はなかった。しかも、「会うべき人」の中にはウェンブリーも含まれていたのである。
フレッドのコラムを読んだシャーロットは彼をスピーチライターとして雇用することにした。フレッドは汚い政治の世界に関わりたくなかったが、他に仕事の当てがなかったため、引き受けざるを得なかった。ほどなくして、シャーロットは世界の名だたる政治家を前に環境問題に関するスピーチをすることになった。シャーロットは幅広い支持を得るために、内容を穏健なものにしようとしたが、フレッドから「自分の信条を曲げるべきではない」と説得され、自分の考えをそのままぶつけることにした。その結果、スピーチは大勢の人の心を揺さぶるものとなった。
フレッドは「素晴らしいスピーチを書くためには、シャーロットのことをもっと知る必要がある」と考え、シャーロットに2人で過ごす時間を取ってもらった。その結果、2人の距離は急接近した。その後、2人は訪問先のマニラで暴動に巻き込まれたが、何とか無事に出国することができた。それをきっかけに2人は恋に落ちたのだが、シャーロットの秘書であるマギーは快く思わなかった。マギーは「冴えない男性が大統領の夫になったら、国民は誰一人として支持しないでしょう」と言い放った。しばらくして、シャーロットはチャンバースに呼び出された。支持者の圧力を受けたチャンバースはシャーロットが訴える環境保護政策の一部を撤回するよう求めたのである。苛立ちを募らせたシャーロットだったが、フレッドと一緒にマリファナを吸うことでストレスを一気に発散した。ところが、そんな折、立てこもり事件が発生したとの一報が届いた。ハイになっていたシャーロットだったが、何とか人質を解放させることに成功した。
この一件でシャーロットの支持率は上昇したが、環境政策をめぐるシャーロットとチャンバースの対立は埋め難いものとなっていた。怒り狂ったチャンバースはウェンブリーを抱き込んでシャーロットを潰すための計略を練り始めた。

## キャスト
- シャーロット・フィールド国務長官: シャーリーズ・セロン - 次期大統領候補。
  - 子供時代: アヴィヴァ・モンジロ（英語版） - フレッドのシッター。16歳。
- フレッド・フラスキー: セス・ローゲン - ジャーナリスト。
  - 子供時代: ブラクストン・ヘルダ - シャーロットの隣家の息子。13歳。
- ランス: オシェア・ジャクソン・Jr - フレッドの親友。会社経営。
- パーカー・ウェンブリー: アンディ・サーキス - メディア王。
- マギー・ミルキン: ジューン・ダイアン・ラファエル（英語版） - シャーロットの主要スタッフ。
- チャンバース大統領: ボブ・オデンカーク
- ジェームズ・スチュワード: アレクサンダー・スカルスガルド - カナダ首相。
- トム: ラヴィ・パテル（英語版） - シャーロットの主要スタッフ。
- フレッドの上司: ランドール・パーク
- エージェントM: トリスタン・D・ララ - シャーロットのボディガード。
- キシド: ジェームズ・サイトウ - 日本の総理大臣。
- キャサリン: リサ・クドロー - シャーロットの選挙チームのリーダー。
- 男性アンカー: カート・ブローノーラー（英語版） - セクハラ発言を繰り返す。
- 男性アンカー: ポール・シェアー（英語版） - セクハラ発言を繰り返す。
- 女性アンカー: クローディア・オドハティ（英語版） - 男性アンカーのセクハラ発言に耐える。
- ボーイズIIメン: 本人
- リル・ヨッティ: 本人

## 製作
2017年2月23日、ジョナサン・レヴィン監督の新作映画『Flarsky』にシャーリーズ・セロンとセス・ローゲンが起用されたと報じられた。同年夏、リズ・ハンナが本作の脚本のリライト作業を行った。10月、オシェア・ジャクソン・Jrの出演が決まった。11月、ジューン・ダイアン・ラファエル、アンディ・サーキス、ラヴィ・パテル、アレクサンダー・スカルスガルド、ランドール・パークがキャスト入りした。本作の主要撮影は同月中にモントリオールで始まった。2019年1月、本作のタイトルが『Flarsky』から『Long Shot』に変更されるとの報道があった。

## 公開・マーケティング
2019年2月15日、本作のオフィシャル・トレイラーが公開された。3月9日、本作はサウス・バイ・サウスウェストでプレミア上映された。
当初、本作は2019年2月8日に全米公開される予定だったが、試写会での好評を受けて、同年6月7日（稼ぎ時のサマーシーズン）に公開日が変更された。しかし、その後、全米公開日は5月3日に再度変更されることとなった。

### ホームメディア
ポニーキャニオンよりDISCの販売とネットの配信が行われている。
- 『ロング・ショット 僕と彼女のありえない恋』Blu-ray 発売日：2020年6月3日 品番:PCXP.50759
- 『ロング・ショット 僕と彼女のありえない恋』DVD 発売日：2020年6月3日 品番:PCBP.54267
- 『ロング・ショット 僕と彼女のありえない恋』レンタル：2020年6月3日
- 『ロング・ショット 僕と彼女のありえない恋』配信日：2020年5月20日

## 興行収入
本作は『侵入する男』及び『アグリードール』と同じ週に封切られ、公開初週末に1200万ドル前後を稼ぎ出すと予想されていたが、実際の数字はそれを下回るものとなった。2019年5月3日、本作は全米3230館で公開され、公開初週末に974万ドルを稼ぎ出し、週末興行収入ランキング初登場3位となった。

## 評価
本作は批評家から好意的に評価されている。映画批評集積サイトのRotten Tomatoesには227件のレビューがあり、批評家支持率は81%、平均点は10点満点で7.03点となっている。サイト側による批評家の見解の要約は「重層的かつ鋭いコメディ映画である。主演二人の奇妙なケミストリーのお陰で、『ロング・ショット 僕と彼女のありえない恋』は的の中心を見事に射抜いて見せた。」となっている。また、Metacriticには44件のレビューがあり、加重平均値は67/100となっている。なお、本作のCinemaScoreはBとなっている。
ラジオパーソナリティとして知られるジェーン・スーは「いつか王子様が迎えにきてくれることを夢見る旧来型ラブコメ映画のスティグマを、完全に払拭」した「現時点でのラブコメ映画最高傑作」と評している。
また、スーと音楽ジャーナリストの高橋芳朗は本作の日本での試写会におけるトークショーにおいて「いま最先端の作品が出てきたな、という感じ」「現状の決定打。最高傑作と言ってもいい」としている。